# George Adam
George Adam (n. 21 aprilie 1873, Timișoara – d. 2 decembrie 1922, Timișoara) a fost un avocat român și delegat la Marea Adunare Națională de la Alba Iulia din 1 decembrie 1918.

## Date biografice
A fost avocat la Timișoara, membru în Comitatului Executiv al Consiliului Militar Român din Timișoara și în Sfatul Poporului din Banat.
A avut un rol în organizarea consiliilor naționale române și a gărzilor naționale din județul Timiș-Torontal.
A fost delegat din partea Cercului Becicherecu Mic, la Marea Adunare Națională de la Alba – Iulia din 1 decembrie 1918 la care s-a decretat unirea Transilvaniei cu România.
A murit după 35 de ani de păstorire.